# Козун, Брэндон
Брэндон Козун (англ. Brandon Kozun; 8 марта 1990, Лос-Анджелес, США) — американо-канадский хоккеист, правый крайний нападающий.

## Биография
Родился 8 марта 1990 года в Лос-Анджелесе. Отец Брэндона — американец, мама — канадка с украинскими корнями. Начинал играть в хоккей с сыном Уэйна Гретцки.
Уже в детстве его семья перебралась в канадский Калгари, так что он начинал заниматься хоккеем в канадской провинции Альберта. На уровне молодёжных сборных Козун играл за сборной Канаду, с которой выиграл «серебро» Чемпионата мира среди молодежи (2010).
Козун выступал во второй по значимости лиге в Северной Америке — Американская хоккейная лига (АХЛ). В начале сезона 2014/2015 за «Торонто Мейпл Лифс» он сыграл 20 матчей и набрал свои первые 4 (2 гола и 2 передачи) очка на высшем уровне. После пяти лет в АХЛ перебрался в Европу, где подписал контракт с «Йокеритом». В сезоне-2015/16 Козун набрал 49 очков (15 шайб и 34 передачи) в 58 матчах регулярного чемпионата КХЛ и шесть (3+3) в шести матчах плей-офф за «Йокерит».
Перед сезоном 2016/2017 подписал контракт с ярославским «Локомотивом». В составе «железнодорожников» он оказался в результате обмена между «Локомотивом» и СКА из Санкт-Петербурга. Автор первого в сезоне-2016/2017 хет-трика ярославской команды.
1 мая 2019 года подписал однолетний контракт с магнитогорским «Металлургом».
6 августа 2020 года подписал контракт с «Динамо-Минск». 6 июля 2021 года пресс-служба швейцарской «Амбри-Пиотты» объявила о подписании контракта с нападающим. В 2021 году сыграл за «Амбри-Пиотту» 24 матча и набрал 9 очков (3+6).
21 декабря 2021 года Козун вернулся в «Локомотив», подписав контракт до конца сезона 2021/22. В регулярном сезоне КХЛ за «Локомотив» не выступал. В плей-офф сыграл три матча, в которых очков не набрал. В начале мая 2022 года стало известно, что Козун покинул клуб.
12 июня 2022 года вернулся в минское «Динамо», подписав контракт на год.

## Достижения
- Серебряный призёр чемпионата мира среди молодёжи (2010).
- Чемпион WHL (2010), лучший бомбардир WHL (2010).
- Лучший бомбардир CHL (2010)[7].
- участник матча звёзд КХЛ (2016, 2017, 2018).
- Обладатель Боб Кларк Трофи (2010)

## Статистика
| Легенда | Легенда                    | Легенда | Легенда                   | Легенда | Легенда    |
| ------- | -------------------------- | ------- | ------------------------- | ------- | ---------- |
| И       | Количество проведённых игр | Штр     | Штрафное время            | +/−     | Плюс-минус |
| Г       | Голы                       | П       | Голевые передачи          | О       | Очки       |
| -       | Статистика неизвестна      | —       | Статистика не учитывалась |         |            |